# Eva Persson (utställningsproducent)
Eva Persson, född 14 april 1939 i Borås, är en svensk utställningsproducent och forskare inom utställningsestetik som har varit ledande i utvecklingen av det kunskapsområdet. Hon har sedan slutet av 1960-talet bland annat gjort flera kultur- och naturhistoriska utställningsprojekt, främst för Riksutställningar och Arbetets museum, skapat en utbildning i utställningsgestaltning vid Linköpings universitet samt grundat nättidskriften Utställningsestetiskt forum. I maj 2011 promoverades hon till hedersdoktor vid Linköpings universitet.

## Biografi
Eva Persson växte upp i Borås där hon gick på flickskola och gymnasium. Därefter flyttade hon till Lund och studerade konsthistoria för professor Aron Borelius samt etnologi. Under studietiden fick hon i uppdrag att rekonstruera ett hökeri, en matvarubutik, åt friluftsmuseet Kulturen i Lund. Rekonstruktionen resulterade i en permanent utställning på Sankt Annegatan 9 i Lund vars fastighet köpts av Kulturen 1962 och en uppsats. Efter avslutade studier med en filosofie kandidatexamen flyttade Eva Persson till Stockholm och fick bland annat i uppdrag att rekonstruera ett ölkafé, schweizeriet Gubbhyllan, på Skansen. Hon var 1997 ledamot och senare expert i Organisationskommittén för etablering av ett världskulturmuseum i Göteborg.

## Riksutställningar 1967–1989
Eva Persson blev 1967 den första fast anställda utställningsproducenten på den nybildade myndigheten Riksutställningar. Myndigheten hade som syfte att ”…undersöka hur man kunde sprida och förmedla kultur med hjälp av vandringsutställningar.” Hennes ansvarsområde var då att skapa små utställningar för bibliotek.
Eva Persson producerade ett stort antal utställningar varav flera uppmärksammades för sitt formspråk och debattframkallande innehåll:
- Den rike mannens bord (1968–1971) med manus av Göran Palm åskådliggjorde den orättvisa resursfördelningen mellan i-länder och u-länder.[4][7]
- Folkets musik (1969) efter en idé av Leif Ljungberg och Bo Anders Persson kritiserade socialdemokratisk kulturpolitik, skolans musikundervisning och det kommersiella musikutbudet.[4]
- Miljö för miljoner (1970) med texter av Lars Ardelius och formgivning av Leif Thollander tillverkades i 300 exemplar till det europeiska naturvårdsåret 1970.[4]
- Förbud mot handikapp (1971–1973) gjordes tillsammans med studenter på Konstfack som undersökt hur funktionshinder bara delvis kan byggas bort ”eftersom det ofta är de ekonomiska och sociala förhållandena i samhället som skapar handikapp”.[4]
- Land du välsignade (1973), en jätteutställning om industrialismens genombrott i Sverige. Formgivare var Anders Åberg.[4][7]
- Maskin makt (1977) om teknikens och lönearbetets förvandling från förindustriell tid till modern textilindustri. Formgivare var Lars Kleen och arkitekt Britta Kleen.[4][7][8]
- Dödens nyheter (1980) i samarbete med konstnären Petter Zennström som själv följde med på utställningsturnén i högstadieskolorna för att samtala med eleverna om konstverken.[4][9][10]
- Såpbubblor (1984) efter en idé av den naturvetenskaplige pedagogen Bernie Zubrowski på Children’s Museum i Boston.[7] ”När man blåser såpbubblor föds begreppen ur materialen – något som ligger betydligt närmare vårt sätt att lära oss saker i vardagslivet”, har Bernie Zubrowksi förklarat.[4] Eva Persson skrev en handbok för bubbelblåsare.[11]
- Kalejdoskopet öppnar sig (1985) iscensatte i samarbete med idégivaren Anthony Furness ett möte mellan matematik och konst. Arkitekt var Stefan Alenius.[4][7][12] I samband med utställningen sammanställde Eva Persson boken Den sköna geometrin.[13]
- Mellan hat och kärlek (1986) om den danske vetenskapsmannen Hans Christian Örsted som upptäckte den elektromagnetiska kraften. Formgivare var skulptören Per Westberg.[4]
- Himla skönt – vad är egentligen vackert? (1988–1990) efter synopsis av Gunilla Lundahl och med formgivning av Stefan Alenius var en utställning i tågvagnar där olika synsätt på skönhet (manliga och kvinnliga) ställdes mot varandra.[4][7]

## Arbetets museum 1989–1996
Eva Persson anställdes 1989 som konstnärlig chef och utställningsmakare vid det då ännu inte öppnade Arbetets museum i Norrköping. Museet planerades för den byggnad på Laxholmen i Motala ström som kallas Strykjärnet och som tidigare inrymt textilindustri. Persson producerade invigningsutställningen Sjätte sinnet (1991), den utställning som hon själv kallat sin bästa och till ytan största men samtidigt ”ett strålande misslyckande”. En förklaring kan vara att ämnet var före sin tid. Där besökarna hade förväntat sig "stora maskiner och muskulösa män" möttes de i stället av mänskliga öden. En del blev upprörda och besvikna, andra förtjusta. Utställningen handlade om minnen, historia och arbetslivets ofta negativa påverkan på människans fem sinnen såväl som på det sjätte: Förnuftet. Bland mycket annat ingick Horst Tuuloskorpis fotodokumentation av framför allt kvinnors arbete och dess belastningsskador samt en konstinstallation av Cecilia Edefalk. En tidskrift till Sjätte sinnet utkom med sex nummer. För Arbetets museum producerade hon också utställningen En socialarbetares minne 1993 där konstnären Carin Ellberg gestaltade socialsekreteraren Laila Grips utställningssynopsis. Persson stannade på Arbetets museum till 1996.

## Linköpings universitet 1997–2006
Mellan åren 1997 och 2006 undervisade Eva Persson vid institutionen för kultur, samhälle och mediegestaltning, KSM, vid Linköpings universitet campus i Norrköping. Hon var nyckelperson för uppbyggnaden av utbildningen och utsågs till lektor på konstnärlig grund. År 2011 utsågs Eva Persson till hedersdoktor vid Linköpings universitet och hon promoverades vid en ceremoni i Norrköping.

## Utställningsestetiskt Forum 2005–2011
År 2005 utkom det första numret av Eva Perssons nättidskrift Utställningsestetiskt Forum med syftet att bedriva kritik av så kallade sakutställningar (i motsats till konstutställningar och i analogi med begreppet sakmuseum myntat av Anders Björnsson). Hon hade då en längre tid efterlyst en initierad diskussion om utställningars innehåll kopplat till deras form. Mellan 2005 och 2011 var Persson chefredaktör för UEForum varefter hon överlämnade ansvaret till en redaktion men fortsatte att skriva artiklar. Tre årgångar med artiklar har samlats i tryckt form under Eva Perssons chefredaktörskap: 
- Utställningsestetiskt Forum #2009[20]
- Utställningsestetiskt Forum #2010[21]
- Utställningsestetiskt Forum #2011[22]

## Forskning i utställningshistoria
I sin hedersdoktorföreläsning i maj 2011 ställde Eva Persson frågan ”Varför finns det ingen svensk utställningshistoria?” som underrubrik till sitt föredrag ”Från antiken till framtiden”. Hon drog därefter upp linjerna till en sådan utställningshistoria, med särskilt fokus på de avgörande vändpunkterna. Samtidigt identifierade hon i sin egen framställning ”en stor lucka i tiden mellan den första funktionalistiska utställningen på 1930-talet och mitt eget inträde på utställningsscenen 1967”. Denna lucka skulle hon själv komma att fylla genom det forskningsprojekt som resulterade i boken Osköna ting. Persson analyserar där hur ett regionalmuseum i Varberg kom att bli ”spjutspetsen i ett paradigmskifte inom utställningskonsten” genom att med en tidigare okänd estetik presentera allmogens arbete på ett pedagogiskt genomtänkt vis, med forna tiders redskap intill moderna maskiner. Utställningen var gjord av museichefen på Varbergs museum, Albert Sandklef med hjälp av konstnären Arvid Carlson.